# 25D-NBOMe
25D-NBOMe是一种含氮有机化合物，化学式为C19H25NO3，属于苯乙胺类致幻剂2C-D的衍生物（N-邻甲氧基苄基2C-D，缩写NBOMe-2C-D），可作为血清素受体5HT2A的激动剂。